# Eduardo Galeano
Eduardo Germán María Hughes Galeano (Montevideo, 3 settembre 1940 – Montevideo, 13 aprile 2015) è stato uno scrittore, giornalista e saggista uruguaiano.
È stata una delle personalità più autorevoli e stimate della letteratura latinoamericana. I suoi libri sono stati tradotti in molte lingue e combinano documentazione, narrazione, giornalismo, analisi politica e storia, sebbene l'autore stesso non si riconoscesse quale storico.

## Biografia

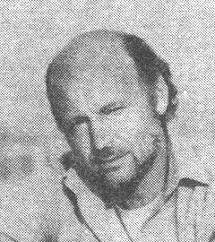
Galeano nel 1984

Galeano nacque a Montevideo, in Uruguay, il 3 settembre del 1940 in una famiglia altoborghese e di fede cattolica, figlio di Eduardo Hughes Roosen, d'origini gallesi e tedesche, e di Licia Esther Galeano Muñoz, d'origini italiane (più precisamente di Genova) e spagnole. A causa d'un grave dissesto che colse la sua famiglia, Galeano fu costretto sin da giovane a mantenersi con svariati lavori: operaio, pittore di insegne, messaggero, dattilografo, cassiere di banca. All'età di 14 anni vendette il suo primo fumetto politico al settimanale del Partito Socialista dell'Uruguay, El Sol, firmandovisi con lo pseudonimo di Gius (derivato da una storpiatura della pronuncia approssimativa in spagnolo del suo cognome Hughes).
Cominciò la carriera di giornalista all'inizio degli anni sessanta come direttore di Marcha, un influente settimanale a cui collaboravano Mario Vargas Llosa, Mario Benedetti, Manuel Maldonado Denis e Roberto Fernández Retamar. Per due anni diresse il quotidiano Época e lavorò come redattore capo di una University Press. Nel 1973, con un colpo di Stato i militari presero il potere in Uruguay; Galeano fu imprigionato e successivamente costretto a fuggire. Si stabilì in Argentina dove fondò la rivista culturale Crisis.
Nel 1976, quando il regime di Videla prese il potere in Argentina con un sanguinoso colpo di Stato, il suo nome fu aggiunto alla lista dei condannati dagli "squadroni della morte"; fuggì nuovamente, questa volta in Spagna, dove scrisse la famosa trilogia Memoria del fuoco (Memoria del Fuego). All'inizio del 1985 Galeano tornò a Montevideo, dove visse fino alla fine dei suoi giorni.
Morì il 13 aprile 2015 all'età di 74 anni a seguito di un tumore del polmone.

## Opere
Le vene aperte dell'America Latina (Las venas abiertas de América Latina) è un'opera di accusa dello sfruttamento dell'America Latina da parte di poteri stranieri a partire dal XVI Secolo giorni nostri. Memoria del fuoco (Memoria del fuego) è un racconto in tre parti della storia dell'America del Nord e del Sud: Genesi (Los nacimentos), Facce e maschere (Las caras y las mascaras), Il secolo del vento (El siglo del viento). I personaggi sono figure storiche: generali, artisti, rivoluzionari, lavoratori, conquistatori e conquistati che vengono ritratti in brevi episodi che riflettono la storia coloniale del continente. Comincia con i miti precolombiani della creazione e finisce nel 1986.
Per Memoria del fuoco (Memoria del fuego), Galeano fu paragonato dai critici letterari a John Dos Passos e a Gabriel García Márquez. Ronald Wright scrisse sul Times Literary Supplement: "I grandi scrittori... dissolvono i vecchi generi per fondarne di nuovi. Questa trilogia di uno degli scrittori più coraggiosi e raffinati dell'America Latina è di difficile classificazione".
Galeano è anche stato un appassionato tifoso di calcio: il suo Splendori e miserie del gioco del calcio (1997) è un'analisi della storia di questo sport. Galeano lo paragona a una recita teatrale e a una guerra; critica il patto scellerato con le multinazionali e attacca gli intellettuali di sinistra che rifiutano, per ragioni ideologiche, il gioco e il suo fascino nei confronti delle masse.
I suoi libri sono stati tradotti in oltre 20 lingue.

### Scritti in lingua originale
- Los días siguientes, 1962
- China 1964. Crónica de un desafío, Buenos Aires, J. Alvarez, 1964
- Los fantasmas del día del león y otros relatos, 1967
- Reportajes. Tierras de Latinoamérica, otros puntos cardinales, y algo más, 1967
- Su majestad el fútbol, 1968
- Siete imágenes de Bolivia, 1971
- Violencia y enajenación, 1971
- La cancion de nosotros, Buenos Aires, Editorial Sudamericana, 1975
- Conversaciones con Raimón, 1977
- La piedra arde, 1980
- Voces de nuestro tiempo, 1981
- Ventana sobre Sandino, 1985
- Aventuras de los jóvenes dioses, 1986
- La encrucijada de la biodiversidad colombiana, 1986
- El descubrimiento de América que todavía no fue y otros escritos, 1986
- Entrevistas y artículos (1962-1987), 1988
- Nosotros decimos no. Crónicas (1963-1988), 1989
- América Latina para entenderte mejor, 1990
- Palabras: antología personal, 1990
- Ser como ellos y otros artículos, 1992
- Amares, 1993
- Amares (Antología de relatos), 1993
- Úselo y tírelo, 1994
- Mujeres (antología de textos), 1995
- Carta al señor futuro, 2007
- El cazador de historias, (opera postuma), Buenos Aires, Siglo veintiuno, 2016 (ISBN 978-987-629-628-1)

### Edizioni italiane di altre opere
- Guatemala. Una rivoluzione in lingua maya, Bari, Laterza, 1968 (Guatemala, un país ocupado, México, Editorial Nuestro Tiempo, 1967)
- Voci da un mondo in rivolta, Bari, Dedalo, 1973 (Crónicas latinoamericanas, Montevideo, Giron, 1972)
- Il saccheggio dell'America Latina. Ieri e oggi, Torino, Einaudi, 1976 (Las venas abiertas de America Latina, La Habana, Casa de las Américas, 1971)
- Giorni e notti di amore e di guerra, Roma, Edizioni Associate, 1987 (Dias y noches de amor y de guerra, La Habana, Casa de las Americas, 1978)
- L'America non ancora scoperta, Roma, Edizioni Associate, 1987 (Contraseña, Buenos Aires, Ediciones del Sol, 1985)
- Memoria del fuoco, 3 voll., Firenze, Sansoni, 1989 (Memoria del Fuego, 3 voll., Mexico-Madrid, Siglo veintiuno, 1982-1986)
- Il libro degli abbracci, Firenze, Sansoni, 1992 (ISBN 88-383-1175-7) (El libro de los abrazos, Madrid, Siglo Veintiuno de Espana, 1989)
- La conquista che non scoprì l'America, Roma, Manifestolibri, 1992 (ISBN 88-7285-035-5) (El Tigre Azul y Otros Articulos, La Habana, Editorial de ciencias sociales, 1991)
- Vagamundo, Roma, Coletti, 1992 (ISBN 88-7826-809-7) (Vagamundo, 1973)
- Las palabras andantes, Milano A. Mondadori, 1996 (ISBN 88-04-41522-3) (Las palabras andantes, Madrid, Siglo ventiuno de Espana, 1993)
- Splendori e miserie del gioco del calcio, Milano, Sperling & Kupfer, 1997 (ISBN 88-200-2429-2) (El fútbol a sol y sombra, Madrid, Siglo veintiuno, 1995)
- A testa in giù, Milano, Sperling & Kupfer, 1999 (ISBN 88-200-2909-X) (Patas arriba. La escuela del mundo al reves, Madrid, Siglo veintiuno, 1998)
- Un incerto stato di grazia, fotografie di Sebastião Salgado; con testi di Eduardo Galeano e Fred Ritchin, Roma, Contrasto, 2002 (ISBN 88-86982-60-7) (An Uncertain Grace)
- Le labbra del tempo, Milano, Sperling & Kupfer, 2004 (ISBN 88-200-3729-7) (Bocas del Tiempo, Madrid, Siglo veintiuno de Espana, 2004)
- Specchi. [Una storia quasi universale], Milano, Sperling & Kupfer, 2008 (ISBN 978-88-200-4606-4) (Espejos. Una historia casi universal, Madrid, Siglo veintiuno de Espana, 2008)
- I figli dei giorni, Milano, Sperling & Kupfer, 2012 (ISBN 978-88-200-5298-0) (Los hijos de los dias, Buenos Aires, Siglo veintiuno, 2012)
- Le vene aperte dell’America Latina, Sur, 2021 (ISBN 978-88-6998-279-8) (Las venas abiertas de América Latina, 1971)